# Open de Suède Vårgårda 2016
11. edycja wyścigu kolarskiego Open de Suède Vårgårda odbyła się 21 sierpnia 2016 roku i liczyła 141 km. Start i meta wyścigu znajdowały się w Vargardzie. Wyścig ten posiadał kategorię 1.WWT.

## Klasyfikacja generalna
| M-ce | Imię i nazwisko           | Kraj            | Drużyna                   | Czas       |
| ---- | ------------------------- | --------------- | ------------------------- | ---------- |
| 1.   | Emilia Fahlin             | Szwecja         | Alé Cipollini             | 3h 35' 31" |
| 2.   | Lotta Lepistö             | Finlandia       | Cervélo-Bigla Pro Cycling | + 0"       |
| 3.   | Chantal Blaak             | Holandia        | Boels-Dolmans             | + 0"       |
| 4.   | Amy Pieters               | Holandia        | Wiggle High5              | + 0"       |
| 5.   | Maria Giulia Confalonieri | Włochy          | Lensworld-Zannata         | + 0"       |
| 6.   | Hannah Barnes             | Wielka Brytania | Canyon SRAM Racing        | + 0"       |
| 7.   | Amanda Spratt             | Australia       | Orica-AIS                 | + 0"       |
| 8.   | Julia Soek                | Holandia        | Team Liv-Plantur          | + 0"       |
| 9    | Shara Gillow              | Australia       | Rabo-Liv                  | + 0"       |
| 10.  | Roxane Knetemann          | Holandia        | Rabo-Liv                  | + 13"      |
|      |                           |                 |                           |            |
| 12.  | Eugenia Bujak             | Polska          | BTC City Ljubljana        | + 48"      |
| 32.  | Małgorzata Jasińska       | Polska          | Alé Cipollini             | + 48"      |
| 39.  | Anna Plichta              | Polska          | BTC City Ljubljana        | + 48"      |
| 58.  | Katarzyna Pawłowska       | Polska          | Boels-Dolmans             | + 1' 03"   |